# Alaimus medius
Alaimus medius is een rondwormensoort uit de familie van de Alaimidae.